# Чаплино (Пашское сельское поселение)
Чаплино — деревня в Пашском сельском поселении Волховского района Ленинградской области.

## История
Деревня Чаплина упоминается на карте Санкт-Петербургской губернии Ф. Ф. Шуберта 1834 года.

ЧАПЛИНО — деревня госпожи Анны Фёдоровны Апрелевой, по просёлочной дороге, число дворов — 2, число душ — 5 м. п. (1856 год)

ЧАПЛИНА — деревня владельческая при реке Паше, число дворов — 1, число жителей: 4 м. п., 4 ж. п. (1862 год)

В 1883—1885 годах временнообязанные крестьяне деревни выкупили свои земельные наделы у А. Ф. Апрелевой и стали собственниками земли.
Согласно материалам по статистике народного хозяйства Новоладожского уезда 1891 года имение при селении Чаплина площадью 50 десятин принадлежало местному крестьянину П. Захарову, имение было приобретено частями в 1877 и 1885 годах.
Согласно епархиальным сведениям 1899 года деревня относилась к приходу Крестовоздвиженской церкви Шижнемского погоста в селе Часовенское.
В конце XIX — начале XX века деревня административно относилась к Николаевщинской волости 3-го стана Новоладожского уезда Санкт-Петербургской губернии.
По данным «Памятной книжки Санкт-Петербургской губернии» за 1905 год деревня Чаплино входила в состав Часовенского сельского общества.
Согласно военно-топографической карте Петроградской и Новгородской губерний издания 1912 года деревня называлась Чаплина.
По данным 1933 года деревня Чаплино входила в состав Часовенского сельсовета Пашского района Ленинградской области.
По данным 1966, 1973 и 1990 годов деревня Чаплино входила в состав Часовенского сельсовета Волховского района.
В 1997 году в деревне Чаплино Часовенской волости проживали 11 человек, в 2002 году — 8 человек (все русские).
В 2007 и 2010 годах в деревне Чаплино Пашского СП — также 8 человек.

## География
Деревня расположена в северо-восточной части района близ автодороги 41К-021 (Паша — Часовенское — Кайвакса).
Расстояние до административного центра поселения — 31 км.
Расстояние до ближайшей железнодорожной станции Паша — 30 км.
Деревня находится на левом берегу реки Паша.

## Демография
| 1862 | 1997 | 2002 | 2007 | 2010 | 2012 | 2017 |
| ---- | ---- | ---- | ---- | ---- | ---- | ---- |
| 8    | ↗11  | ↘8   | →8   | →8   | →8   | ↘6   |

### Национальный состав
Согласно данным Всероссийской переписи населения 2021 года в деревне проживали 3 человека, все русские.